# Nazlı Tolga
Nazlı Tolga o Nazlı Tolga i Brenninkmeyer (Ankara, 8 de novembre de 1979) és una periodista, professora i presentadora de notícies turco-neerlandesa. És filla d'una família d'Istanbul originària de Malatya i Samsun. Nazlı Tolga va completar la seva educació primària a Istanbul i la seva educació secundària al Private Üsküdar American College en Istanbul. Va completar la seva formació universitària al departament de periodisme de la Universitat de Màrmara.
Va començar la seva carrera professional com a reportera a Kanal D el 1998, quan només tenia dinou anys, i va continuar en aquesta posició fins al 2003. Nazlı Tolga va treballar a les televisions Show TV i SKY Türk com a programadora de notícies l'any 2003, i així va començar el seu primer programa de notícies independent als 24 anys. Va continuar les seves funcions a SKY Türk i SHOW TV fins al 3 de setembre de 2007. Nazlı Tolga es va traslladar a FOX TV l'agost de 2007 per presentar les notícies de la tarda, i durant els primers sis mesos de 2007, va començar a presentar les notícies de la tarda de FOX TV, presentades per Aslıgül Atasagun, a partir del 3 de setembre de 2007. També va presentar el informatiu de la tarda de FOX TV de manera independent entre 2007 i 2009; a partir del 2009, va començar a presentar-se amb la seva amiga periodista Gülbin Tosun, que és dos anys més gran que ella. Nazlı Tolga va deixar de presentar les notícies de la tarda a FOX TV el 14 de juny de 2013, degut al seu matrimoni i posterior instal·lació a l'estranger. A més, a partir d'agost de 2013, el presentador de notícies matinals de FOX TV, Fatih Portakal, va començar a presentar les notícies de la tarda de FOX TV, propietat de Nazlı Tolga. Nazlı Tolga ha rebut molts premis de notícies, com ara Medya Faresi i Altın Kelebek, i també ha treballat com a professora de mitjans i comunicació a una escola de mitjans d'Istanbul.
Nazlı Tolga, també coneguda pel seu comportament educat, digne i sincer, es va casar amb l'empresari holandès Lawrence Brenninkmeyer el 31 d'agost de 2013 a esglesia de Sant'Esprit d'Istanbul. Nazlı Tolga viu actualment al Brasil, la Xina i el Regne Unit. Nazlı Tolga es va convertir en mare en els últims anys.A més, té una germana més gran anomenada Eda, que va néixer el 1978.

## Programes de televisió presentats
- Kanal D Gece Haberleri (Kanal D-1998-2002),
- Nazlı Tolga ile Haber Masası (Skyturk-2004-Setembre 2007),
- Show Haber (en 2002-2003),
- FOX ON Ana Haber (en 2008-2010),
- Nazlı Tolga ile Fox Ana Haber (en Setembre 2007-14 Juny 2013)